# Ionia (Missouri)
Pour la ville du Michigan, voir Ionia (Michigan).
Le village de Ionia est situé dans les comtés de Benton et Pettis, dans l’État du Missouri, aux États-Unis. Lors du recensement de 2010, sa population s’élevait à 88 habitants.

## Démographie
| Groupe            | Ionia | Missouri | États-Unis |
| ----------------- | ----- | -------- | ---------- |
| Blancs            | 93,2  | 82,8     | 72,4       |
| Autres            | 4,6   | 3,5      | 12,1       |
| Afro-Américains   | 1,2   | 11,6     | 12,6       |
| Métis             | 1,2   | 2,1      | 2,9        |
| Total             | 100   | 100      | 100        |
|                   |       |          |            |
| Latino-Américains | 8,0   | 3,6      | 16,7       |

Selon l'American Community Survey, pour la période 2011-2015, 98,20 % de la population âgée de plus de 5 ans déclare parler l'anglais et 1,80 % l'italien.

## Source
- (en) Cet article est partiellement ou en totalité issu de l’article de Wikipédia en anglais intitulé « Ionia, Missouri » (voir la liste des auteurs).

1. ↑  (en) « Ionia, MO Population - Census 2010 and 2000 », sur censusviewer.com.
2. ↑  (en) « Population of Missouri - Census 2010 and 2000 », sur censusviewer.com.
3. ↑  (en) « Language spoken at home by ability to speak English for the population 5 years and over », sur factfinder.census.gov.